# ルキウス・ムンミウス
ルキウス・ムンミウス・アカイクス（ラテン語: Lucius Mummius Achaicus、生没年不詳、紀元前2世紀）は、共和政ローマの政務官。後年ギリシャでの功績によりアカイクス（＝「アカエアを制した者」の意）の称号が授与された。彼はプレプス系出身としては初めて軍事的功績により称号を与えられた人物で、ノウス・ホモと呼ばれる人々の先駆者でもある。コリントスの破壊者。

## 略歴
紀元前187年に護民官を務めたルキウス・ムンミウスの子とされること以外、その出自はよく分かってはいない。

### プラエトル
ムンミウスは紀元前153年にプラエトル（法務官）へ選出されると、ヒスパニア・ウルテリオル担当だった前年のプラエトル、ピソ・カエソニウスの任を引き継いだ。そして前年ピソが敗北したルシタニアへ新しい軍を率いて遠征したが、彼もまた敗北した。しかし敗残兵を結集してジブラルタルを渡ったルシタニ族を追い、オシレ（恐らく現アシラー）を包囲していた一軍を相手に勝利を収め、その功績を以てローマで凱旋式を行った。恐らく翌年のプラエトル、マルクス・アティリウスの到着を待ってからローマへ凱旋したと考えられている。

### コンスル

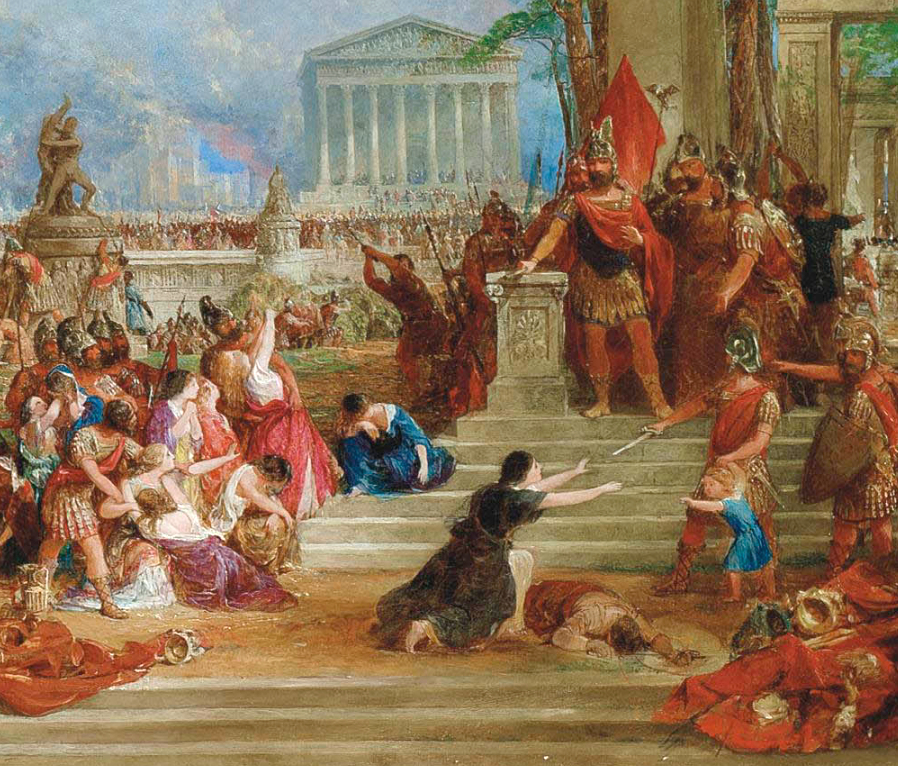
トーマス・アロム画、『コリントを破壊するルキウス・ムンミウス・アカイクス』（1872年）

紀元前146年に執政官へ選出され、アカイア同盟との戦争のためにローマ軍団を率いてペロポネソス半島へ遠征したが、到着したのはカエキリウス・メテッルスがカイロネイアで勝利した後だった。ムンミウスはコリントス地峡でアカイア同盟軍と戦い勝利し（コリントスの戦い）、さらにコリントスを陥落させたが、男は皆殺し、女子供は奴隷として売り払い、市内の芸術品はローマへと送られたという。これによりコリントスは消滅、市内は徹底的に破壊された。また、ムンミウスの遠征によりギリシャはローマ属州アカエアとなった。
この一見不必要に思われた過剰な懲罰行為は、長らくムンミウス自身の性格によるものと信じられていたが、後世の歴史家モムゼンはローマとの交易のライバルを排除するために元老院の方針によるものであったと説明している。またポリュビオスは、ムンミウスは周りの圧力を抑えることができなかったためにコリントスを破壊したと述べている。なお、同じ紀元前146年にはマケドニアがローマ属州（マケドニア属州）となった他、後にムンミウスの同僚ケンソル（監察官）となるスキピオ・アエミリアヌスがローマ軍を率いてカルタゴを滅ぼした。
しかしながら、その後のムンミウスは行動において公正潔白であった。とくに宗教的な事柄に関して彼は丁重で慎重な態度を取ったためにギリシアの人々の尊敬を受けたという。ローマへ帰還するとムンミウスは凱旋式を敢行する栄誉を受け、ギリシアでの功績により『アカイクス』の称号を付与される。

### ケンソル
紀元前142年、ムンミウスはスキピオ・アエミリアヌスとともにケンソルに選出された。スキピオは厳しい検閲を行い、クラウディウス・アセッルスにケンソルの譴責（ノタ・ケンソリア、降格処分）を行ったが、ムンミウスはこれを仲裁しようとした。カピトリウムはムンミウスのアカエアでの戦利品で飾られ、スキピオ・ナシカ・コルクルムがプリンケプス・セナトゥスに再指名された。このときのケンスス（国勢調査）では、成年人口328,442人であったという。
彼によりローマに運ばれた数多くのギリシャ美術の作品は多くのローマ人を刺激し、ギリシャ美術への傾倒を促したが、彼自身はギリシャ美術に全く無関心であり、また価値も見出してはいなかったという。

## 参考資料
- T. R. S. Broughton (1951, 1986). The Magistrates of the Roman Republic Vol.1. American Philological Association